# DJ Tom
Everton dos Santos Vieira  (São Paulo, 31 de diciembre de 1982) sólo conocido como DJ Tom, es DJ, Productor Musical, Remixer y Digital Influencer. Se conoció en los top DJs de hip-hop de Brasil, de la habilidad de cuna heredada por su padre y por el consagrado hermano DJ CIA a la cima de la escena Black nacional. DJ Tom actualmente es uno de los Más renombrados de Brasil. Uno de los sucessos más conocidos, él es "A Resenha" junto con el cantante Brasileño MC Sapão.

## Biografía y carrera
DJ Tom comenzó desde muy joven, influenciado por su padre DJ alemão. El brasileño DJ Tom ya se presentó en varios festivales importantes, entre sus compañeros de escena están: Flo Rida(2011), E.V.E(2011), Taio Cruz(2011), LIL JON(2010), Lloyd Banks(2010), Akon(2010), Chingy(2009), Ja Rule(2009), RZO, Negra Li, Flora Matos, Lica Tito, MV Bill y Sabotage. Es una familia de la música, es hermano del DJ CIA e hijo del DJ Alemão, Su influencia en la música es Hip-Hop al Hip-House, Flash Back, MPB, samba rock. DJ Tom es Residente en el Festival de los colores Happy Holi junto con Chris Leão, Diego Miranda, Felguk, Lyopak, WAO, FTampa y Havoc. DJ Tom también es residente en el Club "I Love Hip Hop".

## Discografía

### Singles
- A Resenha ft. Sapão[19][20]
- Lie To Me[21]
- An Evening With Bobi Bros[22]
- Small Town Boys[23]
- Otta Space[24]
- Rascal[25]
- Thundergod

### Remixes
- Mika (Micael Borges) - Qual E O Andar (DJ Tom & Rusty Remix)[2][26]
- Dubeat - De Frente Pro Mar (DJ Tom & Rusty Remix)[27]